# Павло Розенберг
Павло Розенберг (нім. Pavlo Rozenberg; нар. 22 липня 1983, Вінниця, УРСР) — німецький стрибун у воду українського походження, представляє «Спортклуб Рієса».

## Життєпис
Єдина дитина в родині. Батько — Борис Розенберг, мати — Неля Федорчук. З 1990 по 2001 рік навчався загальноосвітній школі Вінниці, яку успішно закінчив.
Під керівництвом батька почав займатися стрибками у воду. У 2001 році в Мадриді Борис Розенберг тренував збірну Іспанії. 1 жовтня 2003 року Борис Розенберг став тренером у Федеральному центрі плавання в Аахені. Пало переїхав до Німеччини разом з батьком, з 2004 року виступав за «Нептун 1910» (Аахен). З жовтня 2010 року виступає за СК «Рієса».
У 2004 та 2005 роках він брав участь у літньому чемпіонаті Німеччини та в чемпіонаті Німеччини в закритому приміщенні. На обох турнірах вигравав змагання в стрибках з 1-метрової дошки. Також у 2004 та 2005 роках завоював бронзові нагороди зі стрибків з 3-метрової дошки. У 2005 році завоював срібну медаль на Літньому чемпіонаті 2005 року. На чемпіонаті 2004 року в закритому приміщенні разом з Патріком Дріттером Поллоком фініншував 3-м у стрибках з 3-метрової дошки.
На міжнародному рівні Павлу Розенбергу було дозволено змагатись представляти Німеччину до грудня 2007 року, оскільки він не був громадянином вище вказаної країни. Взяв участь у 12-му Гран-прі ФІНА зі стрибків у воду в Мадриді в березні 2006 року поза конкурсом, став найкращим учасником команди ДСВ. На початку грудня 2007 року отримав німецьке громадянство.
У своєму першому міжнародному виступі як представник Німецької асоціації плавання (ДСВ) Павло Розенберг посів друге місце на Гран-прі FINA в Мадриді в січні 2008 року зі стрибків з 3-метрової дошки. На чемпіонаті Німеччини в приміщенні в Ростоку 1 лютого 2008 року Павло Розенберг зайняв перше місце з триметрової дошки, і таким чином, зміг досягти свого першого титулу чемпіона Німеччини у вище вказаній дисципліні.
У червні 2008 року Павло Розенберг посів 1 місце у синхронних стрибках з 3-метрової дошки разом зі своїм одноклубником Сашою Кляйном. У стрибках з 3-метрової дошки також забезпечив чемпіонський титул з 508,65 набраними очками. Також встановив німецький рекорд. Учасник Олімпійських ігор у Пекіні 2008 року та зайняв шосте місце у змаганнях із синхронних стрибків з 3-метрової дошки.
Свою першу міжнародну медаль завоював на чемпіонаті Європи з водних видів спорту 2009 року в Турині. Пало став бронзовим призером у стрибках з 1-метрової дошки. Найбільшим успіхом у кар'єрі Павла залишається участь у чемпіонаті світу з водних видів спорту в Шанхаї, де він завоював бронзову медаль у стрибках з 1-метрової дошки.
У червні 2008 року одружився.